# Virdiu Treslajorá
El Virdiu Treslajorá es una de las cumbres del macizo de Peñarrubia en el extremo occidental de la cordillera prelitoral de Cantabria, con 1125 m de altitud. La ruta de ascensión más habitual comienza en Roza o Linares.